# ارداویراف‌نامه
اَرداویراف‌نامه (به گفتار برخی اَرداویرازنامه یا ارداویراف‌نامک) نام یکی از کتاب‌های نوشته‌شده توسط ویراف به زبان پارسی میانه است که از پیش از اسلام به‌جا مانده است. مضمون کتاب، اعتقادات عامهٔ ایرانیان پیش از اسلام دربارهٔ آخرت است. بر طبق مطالب خود کتاب، ویراف موبدی است که به دنیای پس از مرگ سفر می‌کند و اخبار آن را برای زندگان می‌آورد. بارتلمی این نام را ارتاویراوُ می‌داند.
کتاب ارداویراف‌نامه تصویر جامعی از دوزخ در باورهای زرتشتی‌گری عهد ساسانی به دست می‌دهد. این کتاب که ظاهراً در سدۀ سوم هجری به نوشته شده است، یکی از منابع مهم تاریخ شفاهی آیین باستانی زرتشتی است. از محتوای کتاب چنین بر می‌آید که متن اصلی پهلوی آن به اواخر دورهٔ ساسانی تعلق داشته است.
از آنجایی که دانته نیز در کتاب کمدی الهی سفر خود به برزخ، دوزخ و بهشت را توصیف می‌کند برخی پژوهشگران بر این باورند که دانته در آفریدن اثر خود از منابع عربی یاری گرفته و آن منابع به نوبهٔ خود از ارداویراف‌نامه اقتباس کرده‌اند. همچنین گفته می‌شود ارداویراف‌نامه، بر رساله الغفران ابوالعلاء معری نیز تأثیر داشته است. در کتاب اخیر، اما این‌گونه معراج، مسافرت در آخرت واقع شده. به هر حال در فرهنگ‌های مختلفی که به زندگی پس از مرگ در بهشت و دوزخ ایمان داشتند، این گونه معراج‌نامه‌ها سابقه دارند. مانند کتاب سنایی، که بیشتر متأثر از سنگ‌نوشته‌های کرتیر و کشف و شهود گشتاسپ است پس از آن‌که به آیین زرتشت درآمد.

## داستان
این کتاب، داستان موبدی است که برای بی‌گمان شدنِ مردمان دربارهٔ دین و رستاخیز و بهشت و دوزخ، خویش را به یاری موبدان دیگر به خواب هفت‌روزه می‌برد و روان او در بهشت، نیکی‌های نیکوکاران و در دوزخ پاداَفرَه (: مجازات) بدکاران را می‌بیند و پس از به هوش آمدن آن داستان‌ها را بازمی‌گوید. این مرد ویراف نام دارد که او را اردا به معنای قدیس لقب داده‌اند. ارداویراف را موبدان آیین مزدیسنا شربتی مخدر و مقدس می‌خورانند که تحت تأثیر آن وی به مدت هفت شبانه‌روز به خواب می‌رود و پس از بیداری داستان سیروسلوک روحی خود را برای دیگران بازگو می‌کند. گرچه قصهٔ سیروسلوک روحی ارداویراف جنبهٔ موهومی دارد، باز منبعی بی‌نظیر از برداشت زرتشتیان عهد ساسانی از بهشت و جهنم ارائه می‌دهد.
در این کتاب آمده است که ویراف هفت خواهر داشت و هر هفت خواهر، همسران او بودند.

## در ادبیات معاصر
گزارش ارداویراف نمایشنامه‌ای از بهرام بیضایی است که براساس ارداویراف‌نامه نوشته شده و در ژانویهٔ ۲۰۱۵ در دانشگاه استنفورد دو شب پیاپی با کارگردانی نویسنده بر صحنه برای تماشاگران خوانده شده.

## مشخصات نشر
- ژینیو، فیلیپ، ارداوی‍راف‌ن‍ام‍ه (ارداوی‍رازن‍ام‍ه)/ ح‍رف‌ن‍وی‍س‍ی، آوان‍وی‍س‍ی، ت‍رج‍م‍ه م‍ت‍ن پ‍ه‍ل‍وی؛ ترجمه و تحقیق ژاله آموزگار، انتشارات م‍ع‍ی‍ن و ان‍ج‍م‍ن ای‍ران‌ش‍ن‍اس‍ی ف‍ران‍س‍ه، ت‍ه‍ران، چاپ اول: ۱۳۷۲، چاپ دوم، ۱۳۸۲.
- ارداویرافنامه (بهشت و دوزخ در آیین مزدیسنی)، ترجمه دکتر رحیم عفیفی، انتشارات توس، ۱۳۹۱[۹]
- ارداوی‍راف‌ن‍ام‍ه یا بهشت و دوزخ در آیین مزدیستی، ترجمه از رشید یاسمی، ۱۳۱۴[۱۰]
- ارداویرافنامه، ترجمه داریوش کارگر، چاپ دانشگاه اوپسالا